# Alexander Kolyaskin Memorial 2004
L'Alexander Kolyaskin Memorial 2004 è stato un torneo di tennis facente parte della categoria ATP Challenger Series nell'ambito dell'ATP Challenger Series 2004. Il torneo si è giocato a Donec'k in Ucraina dal 6 al 12 settembre 2004 su campi in cemento.

## Vincitori

### Singolare
Marco Chiudinelli ha battuto in finale  Saša Tuksar con il punteggio di 6–3, 6–2

### Doppio
Igor' Kunicyn /  Uros Vico hanno battuto in finale  Marco Chiudinelli /  Lovro Zovko con il punteggio di 3–6, 6–3, 6–4